# Michał Stanisław Piechowski
Michał Stanisław Piechowski (ur. 1662 w Piechowicach, zm. 29 stycznia 1723 w Przemyślu) – biskup sufragan przemyski, biskup tytularny Gratianopolis, historyk, prawdopodobnie pierwszy biskup pochodzenia kaszubskiego.

## Życiorys
Był synem Stanisława Żuroch-Piechowskiego i Zofii z domu Lamk, właścicieli części Piechowic. Używał herbu Leliwa. Jego ojciec wywodził się z rodziny Żuroch-Czapiewskich z Czapiewic, której gałąź osiedliła się w Piechowicach i przyjęła nazwisko od nowej posiadłości.
Studiował prawo na Akademii Krakowskiej
- 1 lipca 1691 – święcenia kapłańskie w Krakowie
- 1694 – probostwo w Racławicach
- 16 maja 1695 – probostwo w Sokolinie
- przed 1703 – prepozytura wiślicka
- 12 września 1703 – kanonik kolegiaty skalbmierskiej
- 1712 – kanonik i audytor chełmski
- 1717 – uczestniczył w synodzie diecezji chełmskiej
- 1719 – audytor przemyski
- 1720 – prałat kustosz przemyski
- 10 lipca 1721 – biskup tytularny Gratianopolis (Grenoble we Francji) in partibus infidelium oraz biskup sufragan przemyski

- Pochowany w katedrze łacińskiej w Przemyślu, gdzie do dziś zachowało się jego okazałe epitafium z czarnego marmuru.